# Tomasz Wójtowicz
Tomasz Wójtowicz   (Lublin, 22 de setembre de 1953 - 24 d'octubre de 2022) fou un jugador de voleibol polonès que va competir durant les dècades de 1970 i 1980. Fou considerat un dels vuit millors jugadors de voleibol del segle XX.
El 1976 va prendre part en els Jocs Olímpics d'Estiu de Montreal, on va guanyar la medalla d'or en la competició de voleibol. Quatre anys més tard, als Jocs de Moscou, fou quart en la mateixa competició.
En el seu palmarès també destaquen una medalla d'or en el Campionat del Món de voleibol de 1974 i quatre medalles de plata en el Campionat d'Europa de voleibol, el 1975, 1977, 1979 i 1983. Amb la selecció polonesa jugà 325 partits internacionals entre 1973 i 1984.
A nivell de clubs jugà al Legia Varsòvia, amb qui va guanyar la lliga polonesa de voleibol de 1983. També jugà a Itàlia i el 1985 guanyà la Copa d'Europa amb el Santal Parma.
El 2002 fou el primer polonès en ser inclòs al Saló de la Fama del Voleibol.